# 散花紫金牛
散花紫金牛（学名：Ardisia conspersa）为报春花科紫金牛属下的一个种。

## 扩展阅读
維基物種上的相關：散花紫金牛